# Oriol Mena i Valdearcos
Oriol Mena i Valdearcos   (Canyamars, 1 de maig de 1987) és un pilot de motociclisme català que ha destacat en les modalitats d'enduro i ral·li raid. Al llarg de la seva carrera ha aconseguit un campionat del món en la categoria EJ (2009), tres victòries al Junior Trophy dels ISDE com a membre de l'equip estatal (2007, 2009 i 2010), 14 campionats d'Espanya -tant en la modalitat d'enduro com en la de Cross Country- i 17 de Catalunya d'enduro. Pel que fa als raids, ha competit al Ral·li Dakar des del 2018 i ja l'any del seu debut hi acabà setè i en fou el millor debutant (Rookie of the Year).
Oriol Mena es va retirar de les competicions de motociclisme a finals del 2021. El 2022 va tornar a participar al Ral·li Dakar, aquest cop com a copilot del lituà Rokas Baciuska en la categoria de vehicles lleugers, també anomenats SSV, i hi acabaren tercers. El 2023, el segon any en què competia en aquesta categoria, va guanyar la prova com a copilot del polonès Eryk Goczal.

## Trajectòria esportiva
A 1 de gener de 2013
Fill d'un gran afeccionat al motociclisme (el seu pare, Salvador Mena, arribà a ser campió d'Espanya Sènior de 80cc el 1981, amb una Rieju), Oriol ja conduïa una Lem de 50 cc a només quatre anys. L'any 1995 va participar en una prova d'enduro per a nens, celebrada a Castellolí (Anoia), on acabà quart. L'any següent, 1996, debutà en competició participant en totes les proves del Campionat de Catalunya d'Enduro per a "Alevins", que va guanyar aconseguint així el seu primer títol. A partir d'aquest moment, any rere any, Oriol guanyà aquest títol consecutivament, competint en les seves respectives categories, fins a set ocasions. També participava en competicions de motocròs amb bons resultats.
El 2003 va entrar a l'equip oficial de Gas Gas i va aconseguir el Campionat espanyol d'enduro en categoria Júnior. En aquell moment va ser cridat a entrar a formar part de l'equip de la RFME per a competir en els Sis Dies Internacionals d'Enduro del 2004, celebrats a Polònia, aconseguint amb el seu equip la medalla d'argent en categoria E1. Amb l'experiència del Team Gas Gas, participà les següents temporades en el Campionat del Món i d'Espanya d'enduro, acabant en quarta posició al Mundial i guanyant novament el Campionat d'Espanya (ara ja en la categoria màxima), a més de participar en diverses proves internacionals amb resultats destacables.
El 2007 canvia d'equip i passa a Yamaha, essent el seu millor resultat la victòria, juntament amb la resta de l'equip de la RFME, als ISDE disputats a Xile. Aquell any, en el decurs de la tercera prova del campionat espanyol, celebrada a Almeria, va patir un espectacular accident quan va xocar frontalment amb Miki Arpa, després que aquest hagués caigut en una zona amb molta pols i s'aixequés mig estabornit reprenent la marxa en direcció contrària sense adonar-se'n. A causa del xoc, Oriol patí importants lesions a la cara. Poc després, intervenció quirúrgica inclosa, Mena torna a competir. La temporada 2007 fitxa pel poderós equip KTM, on tornarà a millorar la seva posició final, sobretot al Mundial, acabant segon de classe i aconseguint aquesta mateixa classificació en el campionat espanyol.
La temporada 2009, Oriol signa un contracte amb la marca Husaberg per participar de manera oficial en el Campionat del Món així com el Campionat d'Espanya d'Enduro i Cross Country. Guanya les curses d'aquesta especialitat, i abans de començar el mundial d'enduro obté el seu primer títol de Campió d'Espanya de Cross Country. Les seves participacions en el Campionat del Món d'enduro Júnior (EJ) sorprenen tothom, guanyant cursa rere cursa sense baixar mai del podi, amb la qual cosa es proclama Campió del Món quatre curses abans d'acabar el campionat.
En aquells moments, Mena estudiava 2n de Batxillerat científic. Els seus hobbies preferits eren, aleshores, muntar a cavall, el mountain bike, el ràfting, l'escalada, l'esquí i la lectura.

## Palmarès en Enduro i Cross Country
| Any          | Motocicleta  | Campionat del Món | Campionat del Món | Campionat del Món | C. del Món indoor | ISDE Junior Trophy             | Campionat d'Espanya | Campionat d'Espanya | Campionat d'Espanya | C. Esp. XC | C. Catalunya                | Títols |
| Any          | Motocicleta  | EJ                | E3                | P1                | C. del Món indoor | ISDE Junior Trophy             | 125cc               | E2                  | E3                  | C. Esp. XC | C. Catalunya                | Títols |
| ------------ | ------------ | ----------------- | ----------------- | ----------------- | ----------------- | ------------------------------ | ------------------- | ------------------- | ------------------- | ---------- | --------------------------- | ------ |
| 1996         | Kawasaki     | -                 | -                 | 0                 | -                 | -                              | -                   | -                   | -                   | -          | 1r Aleví                    | 1      |
| 1997         | Kawasaki     | -                 | -                 | 0                 | -                 | -                              | -                   | -                   | -                   | -          | 1r Juvenil                  | 1      |
| 1998         | Yamaha       | -                 | -                 | 0                 | -                 | -                              | -                   | -                   | -                   | -          | 1r Juvenil                  | 1      |
| 1999         | Yamaha       | -                 | -                 | 0                 | -                 | -                              | -                   | -                   | -                   | -          | 1r Cadet                    | 1      |
| 2000         | ?            | -                 | -                 | 0                 | -                 | -                              | -                   | -                   | -                   | -          |                             |        |
| 2001         | Husqvarna    | -                 | -                 | 0                 | -                 | -                              | -                   | -                   | -                   | -          | 1r 125 Júnior               | 1      |
| 2002         | Husqvarna    | -                 | -                 | 0                 | -                 | -                              | -                   | -                   | -                   | -          | 1r 125 Júnior               | 1      |
| 2003         | Gas Gas      | -                 | -                 | 0                 | -                 | -                              | -                   | -                   | -                   | -          | 1r 125 Júnior 3r 125 Sénior | 1      |
| 2004         | Gas Gas      | -                 | -                 | 0                 | -                 | Medalla d'argent (E1, Polònia) | 8è                  | -                   | -                   | -          | 1r 125 Sénior               | 1      |
| 2005         | Gas Gas      | 4t                | -                 | ?                 | -                 |                                | -                   | 3r                  | -                   | 6è         |                             | 0      |
| 2006         | Gas Gas      | 4t                | -                 | ?                 | -                 | 3r (N. Zelanda)                | -                   | -                   | 1r                  | 4t         |                             | 1      |
| 2007         | Yamaha       | 35è               | -                 | ?                 | -                 | 1r (Xile)                      | -                   | 3r                  | -                   | -          |                             | 1      |
| 2008         | KTM          | 2n                | -                 | ?                 | -                 |                                | -                   | 2n                  | -                   | 4t         |                             | 0      |
| 2009         | Husaberg     | 1r                | -                 | 10                | 11è               | 1r (Portugal)                  | -                   | 2n                  | -                   | 1r         |                             | 3      |
| 2010         | Husaberg     | -                 | 7è                | 0                 | -                 | 1r (Mèxic)                     | -                   | -                   | 2n                  | 1r         |                             | 2      |
| 2011         | Husaberg     | -                 | 5è                | 0                 | -                 |                                | -                   | -                   | 1r                  | 1r         |                             | 2      |
| 2012         | Husaberg     | -                 | 5è                | 0                 | -                 |                                | -                   | -                   | 4t                  |            |                             | -      |
| Total títols | Total títols | 1                 | 0                 | -                 | 0                 | 3                              | 0                   | 0                   | 2                   | 3          | 8                           | 17     |
|              |              |                   |                   |                   |                   |                                | 5 estatals          |                     |                     |            |                             |        |

Notes
1. ↑   La classificació consignada als ISDE fa referència a la posició final obtinguda per l'equip estatal
2. ↑   Al total de títols s'hi compten tots els campionats nacionals, estatals o internacionals guanyats, incloent-hi els ISDE
3. ↑   A P1 s'hi compten les victòries aconseguides en Grans Premis puntuables per al Campionat del Món